# Femke Brockhus
Femke Brockhus (Alkmaar, 29 juni 1989) is een Nederlandse schrijver, recensent en docent creatief schrijven. Ze publiceerde romans bij uitgeverijen Koppernik en De Bezige Bij. Haar werk werd genomineerd voor literaire prijzen en geprezen in onder meer NRC Handelsblad, de Volkskrant en Trouw.

## Biografie
Brockhus groeide op een woonboot in Alkmaar. Ze behaalde haar bachelor Nederlandse Taal en Cultuur aan de Universiteit Leiden en voltooide er een master Neerlandistiek met specialisatie in moderne Nederlandse letterkunde. Ze woont in regio Leiden en is als docent creatief schrijven verbonden aan de Universiteit Leiden.

## Werk
In 2017 debuteerde Brockhus met de roman Laat het stil zijn, uitgegeven bij Koppernik. Het boek werd genomineerd voor de ANV Debutantenprijs. Haar tweede roman, Kleine haperende vluchten, verscheen in 2022 bij De Bezige Bij en werd geprezen door onder meer Trouw, de Volkskrant en NRC Handelsblad en genomineerd voor de Boekenbon Literatuurprijs. In 2025 verscheen haar derde roman, Beesten die je niet mag schieten, bij De Bezige Bij. In deze roman staat de nasleep van een schietincident centraal, gezien door de ogen van de moeder van een van de daders.

## Stijl en thematiek
Brockhus schrijft in een fragmentarische, beeldende stijl met veel ruimte voor reflectie. Haar romans behandelen thema’s als verlies, schuld, identiteit en moederschap. In recensies is haar werk omschreven als psychologisch gelaagd, ingetogen en maatschappelijk relevant.

## Erkenning
In 2023 werd Femke Brockhus door NRC Handelsblad uitgeroepen tot “literaire belofte van het jaar”. De Volkskrant plaatste haar in datzelfde jaar op de derde plaats in hun lijst van literaire beloften. In 2024 won zij de Victoriefonds Cultuurprijs in de categorie Letteren.